# David Funsten
David J. Funsten (* 14. Oktober 1819 im Clarke County, Virginia; † 6. April 1866 in Tysons Corner, Virginia) war ein US-amerikanischer Jurist und als Politiker sowohl für die Vereinigten Staaten als auch für die Konföderierten Staaten tätig. Ferner diente er als Offizier in der Konföderiertenarmee. Der Colonel Oliver Ridgway Funsten (1817–1871) war sein Bruder.

## Werdegang
David J. Funsten, Sohn von Margaret McKay und Oliver Funsten, wurde ungefähr viereinhalb Jahre nach dem Ende des Britisch-Amerikanischen Krieges im Clarke County geboren. Über die Jugendjahre ist nichts bekannt. Er graduierte an der Princeton University, wo er Jura studierte. Nach dem Erhalt seiner Zulassung als Anwalt praktizierte er in Alexandria. Zwischen 1844 und 1846 saß er im Abgeordnetenhaus von Virginia. Seine Studien- und Abgeordnetenzeit war von der Wirtschaftskrise von 1837 überschattet und die Folgejahre vom Mexikanisch-Amerikanischen Krieg. Nach dem Ausbruch des Bürgerkrieges verpflichtete er sich im 11. Infanterieregiment von Virginia. Von 1861 bis 1862 bekleidete er den Dienstgrad eines Lieutenant Colonels und von 1862 bis 1863 eines Colonels. Bei der Schlacht von Seven Pines 1862 wurde er am Bein verwundet. Als Folge davon trat am 24. September 1863 aus der Konföderiertenarmee aus. Er wurde in einer Nachwahl für den neunten Wahlbezirk von Virginia in den ersten Konföderiertenkongress gewählt, um dort die Vakanz zu füllen, die durch den Rücktritt von William Smith (1797–1887) am 4. April 1863 entstand. Funsten wurde gleichzeitig in den zweiten Konföderiertenkongress gewählt. Er trat am 7. Dezember 1863 seinen Posten an und bekleidete diesen bis zum Ende der Konföderation 1865. Ungefähr neun Monate nach dem Ende des Bürgerkrieges verstarb er an einer Lungenentzündung in Howard (heute ein Teil von Typsons Corner) im Fairfax County. Sein Leichnam wurde auf dem Ivy Hill Cemetery in Alexandria beigesetzt.

## Familie
Am 20. November 1844 heiratete er Susan Everad Meade (1825–1872). Das Paar bekam elf gemeinsame Kinder: Mary (* 1844), Susan Meade (* 1848), Robert Emmett, William Fitzhugh, John Johnson, Louise Cary (* 1854), Lizzie Lee (1859–1945), George Meade (1860–1891), Emily Ridgeway (1864–1940), David und Richard Kidder.